# Municipio de Kostel
Kostel es un municipio de Eslovenia, situado en el sur del país en la frontera con Croacia, en la región estadística de Eslovenia Sudoriental y región histórica de Baja Carniola. Comprende un conjunto de pequeñas localidades rurales ubicadas junto a la frontera marcada por el río Kolpa. Recibe su nombre de la localidad de Kostel, pero su capital es Vas.
En 2018 tiene 637 habitantes.
El municipio comprende las localidades de Ajbelj, Banja Loka, Briga, Brsnik, Colnarji, Delač, Dolenji Potok, Dren, Drežnik, Fara, Gladloka, Gorenja Žaga, Gorenji Potok, Gotenc, Grgelj, Grivac, Hrib pri Fari, Jakšiči, Jesenov Vrt, Kaptol, Kostel, Krkovo nad Faro, Kuželj, Laze pri Kostelu, Lipovec pri Kostelu, Mavrc, Nova sela, Oskrt, Padovo pri Fari, Petrina, Pirče, Planina, Poden, Podstene pri Kostelu, Potok, Puc, Rajšele, Rake, Sapnik, Selo pri Kostelu, Slavski Laz, Srednji Potok, Srobotnik ob Kolpi, Stelnik, Stružnica, Suhor, Štajer, Tišenpolj, Vas (la capital), Vimolj, Vrh pri Fari y Zapuže pri Kostelu.